# Antonio Blanco Solla
Antonio Blanco Solla (Marín, 30 de diciembre de 1897 - Marín, 31 de diciembre de 1936) fue un cantero y político socialista de Galicia, España. Candidato del Partido Socialista Obrero Español (PSOE) a diputado en las elecciones generales de 1933 por la provincia de Pontevedra, no obtuvo escaño. Tras ser elegido alcalde de su localidad natal, lo fue también como compromisario para la elección del Presidente de la República por las Cortes y después renunció a presentarse de nuevo en las listas del Frente Popular en las elecciones de febrero de 1936. Al producirse el golpe de Estado que dio lugar a la Guerra Civil se encontraba en Marín, donde fue detenido por los sublevados dos días después del golpe, el 20 de julio de 1936. Fue preso en la misma localidad y, junto a otros cinco vecinos de la misma, fue juzgado el 18 de diciembre en un consejo de guerra sumarísimo celebrado en Pontevedra y ejecutado, como los demás, por un delito de rebelión el 31 de diciembre.